# Tropidurus callathelys
Tropidurus callathelys — вид ігуаноподібних ящірок родини Tropiduridae. Мешкає в Болівії і Бразилії.

## Поширення і екологія
Tropidurus callathelys мешкають на півночі болівійського плато Серранія-де-Уанчака в департаменті Санта-Крус, а також на бразильському плато Серра-Рікардо-Франко на заході Мату-Гросу. Вони живуть в сухих широколистяних лісах і в саванах серрадо, трапляються серед скель. Зустрічаються на висоті від 500 до 660 м над рівнем моря. Живляться комахами.